# آئورون بروکس (بسکتبال)
آئورون بروکس (انگلیسی: Aaron Brooks؛ زادهٔ ۱۴ ژانویهٔ ۱۹۸۵) بازیکن بسکتبال اهل ایالات متحده آمریکا است.
از باشگاه‌هایی که در آن بازی کرده‌است می‌توان به فینیکس سانز، ساکرامنتو کینگز، دنور ناگتس، هیوستون راکتس، و شیکاگو بولز اشاره کرد.
وی در مسابقات کشوری و بین‌المللی در مجموع برندهٔ ۱ مدال برنز شده‌است.